# Дојранско језеро
Дојранско језеро (мкд. Дојранско Езеро) је тектонско језеро из групе егејских језера које се налази у југоисточном делу региона Македонија. 
Дојранско језеро је подељено између Северне Македоније и Грчке. Језеро има површину 43,1 km², од чега Северној Македонији припада 27,3 km² (67%), а Грчкој 15,8 km² (33%). Језеро се налази на надморској висини од 148 метара. Има заобљен облик. Дужина у правцу север-југ 8,9 km а највећа ширина је 7,1 km. Дојранско језеро није много дубоко, највећа дубина је 10 метара, а просечна дубина је између 3 и 5 метара.
Дојранско језеро има бројне притоке као што су Сурловска река, река Ханџа, која доноси воду са Беласице. Језеро има и једну отоку Ђолај или Ђолајак која се улива у Вардар. Ово је треће по величини језеро у Македонском региону, одмах после Охридског и Преспанског језера.
- Географска ширина: 41° 12' 17" СГШ
- Географска дужина: 22° 44' 51" ИГД

Услед сушног периода и прекомерног коришћења воде у другој половини 1980-тих, ниво језера је пао за 1,5 метар, што је оцењено као еколошка катастрофа.